# Waffengebrauchsgesetz 1969
Das Waffengebrauchsgesetz 1969 regelt in Österreich den Waffengebrauch im Rahmen der polizeilichen Zwangsbefugnisse (§ 1). Es gliedert sich in
- Abschnitt I: Allgemeine Bestimmungen
- Abschnitt II: Lebensgefährdender Waffengebrauch
- Abschnitt III: Schlussbestimmungen

## Definitionen

### Ermächtigte
In § 2 des Gesetzes (Abschnitt I) wird bestimmt, wer und in welchen Fällen überhaupt zum Waffengebrauch mit Dienstwaffen befugt ist. Es handelt sich dabei um die „Organe der Bundespolizei“, wobei darunter nicht nur die Angehörigen des Wachkörpers Bundespolizei (Exekutivbedienstete) zu verstehen sind, sondern auch die Angehörigen des rechtskundigen Dienstes der Sicherheitsbehörden, wenn diese Organe zur Ausübung unmittelbarer Befehls- und Zwangsgewalt ermächtigt sind. Exekutivbedienstete gelten auch dann als Organe der Bundespolizei, wenn sie beispielsweise dem Innenministerium dienstzugeteilt sind, wie die Angehörigen des Einsatzkommandos Cobra.
Weiter sind die Angehörigen der Gemeindewachkörper zum Waffengebrauch ermächtigt. Alle diese Ermächtigten können unter dem Begriff Organe des öffentlichen Sicherheitsdienstes zusammengefasst werden.

### Anwendungsgebiete
Die Ermächtigten sind zum Waffengebrauch berechtigt
- im Falle gerechter Notwehr;
- zur Überwindung eines auf die Vereitlung einer rechtmäßigen Amtshandlung gerichteten Widerstandes;
- zur Erzwingung einer rechtmäßigen Festnahme;
- zur Verhinderung des Entkommens einer rechtmäßig festgehaltenen Person;
- zur Abwehr einer von einer Sache drohenden Gefahr (z. B. wildgewordenes Rind auf einer Straße).

Die Tötung eines verletzten Wildtieres durch einen Polizisten, z. B. nach einem Autounfall (Gnadenschuss), ist weder durch das Waffengebrauchsgesetz noch durch eine andere gesetzliche Regelung gedeckt. Solche Tiere werden in der Regel durch den Jagdausübungsberechtigten getötet, eine Tötung durch einen Tierarzt ist ebenfalls möglich.

### Dienstwaffen
Im folgenden § 3 wird definiert, wobei es sich um Dienstwaffen handelt. Dazu zählen
- Gummiknüppel und andere Einsatzstöcke,
- Tränengas und andere reizauslösende Mittel, die lediglich eine kurzfristige Beeinträchtigung des Gesundheitszustandes herbeiführen,
- Wasserwerfer,
- Schusswaffen, wie Pistolen, Revolver, Militärgewehre und Karabiner; Maschinengewehre, automatische und selbstladende Militärgewehre und Maschinenpistolen. Schwerere militärische Waffen wie  Kanonen, Haubitzen, Mörser, Minenwerfer, Spezialkanonen für Flugzeuge, verschlusslose oder rückstoßfreie Geschütze und Flammenwerfer dürfen gem. § 3 nicht verwendet werden. Dies stellt eine Abgrenzung zum militärischen Waffenarsenal dar. Im Bedarfsfall wäre die Verwendung solcher Waffen durch § 9 gedeckt (etwa panzerbrechende Waffen, Handgranaten und auch Sprengstoff zur Einwirkung auf Sachen).

Der früher jedem Exekutivbediensteten zugeteilte kurze Gummiknüppel wurde in der Praxis vom Pfefferspray abgelöst. Nur mehr im Rahmen von GSOD-Einsätzen kommt der am Schild angebrachte lange Gummiknüppel, auch Abdrängestock genannt, fallweise zum Einsatz. Die mindergefährliche Waffe bei diesen Einsätzen ist jedoch der Einsatzstock (Tonfa). Beide Waffen fallen unter den Begriff „andere Einsatzstöcke“.
Die Elektroschockpistole TASER X26 ist trotz des pistolenähnlichen Aussehens keine Schusswaffe, sondern kann am ehesten als reizauslösendes Mittel definiert werden.
Als Dienstwaffen stehen zum Beispiel den Organen des öffentlichen Sicherheitsdienstes folgende zur Verfügung:

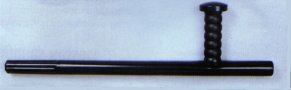
Einsatzstock
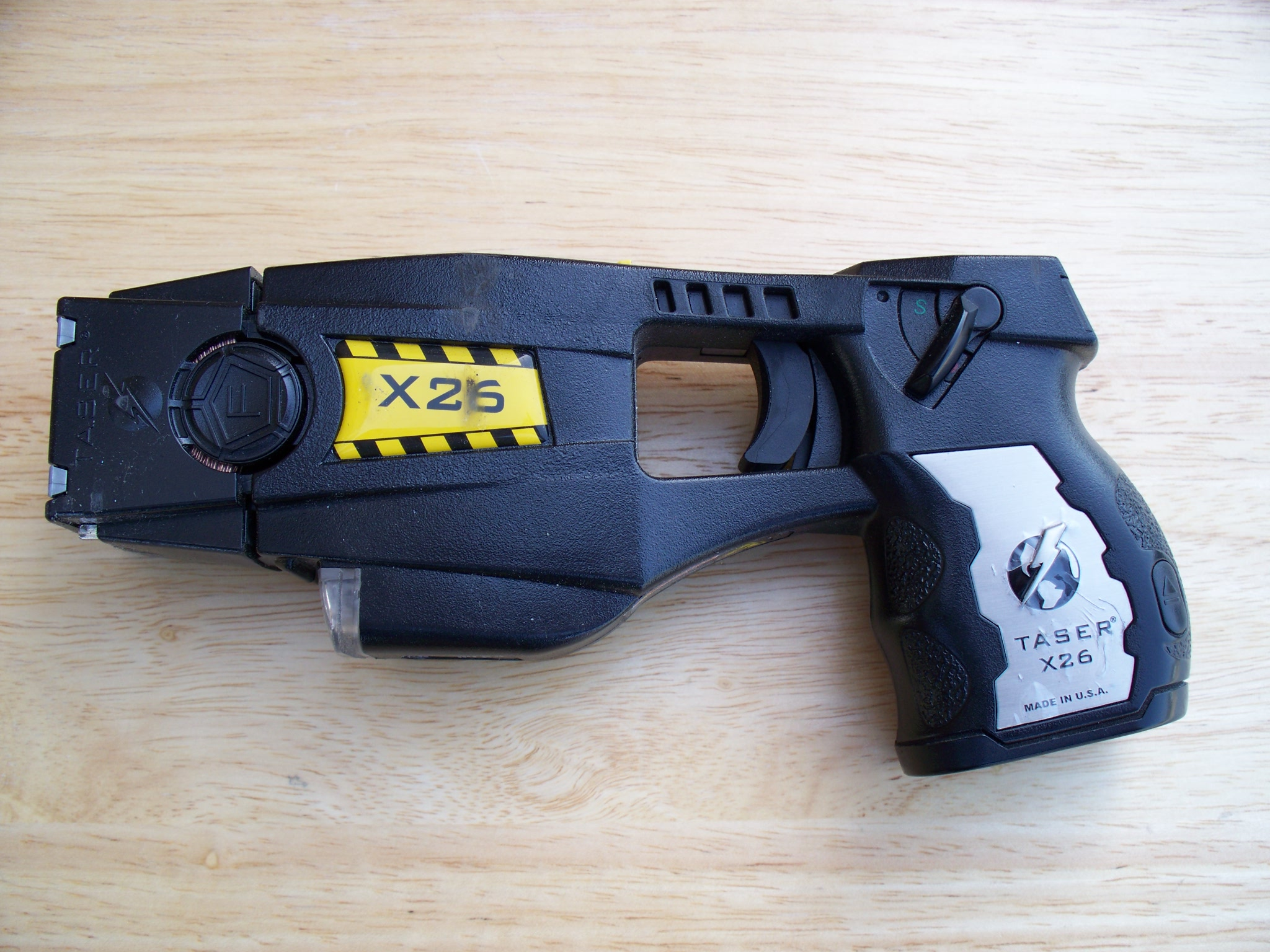
Taser
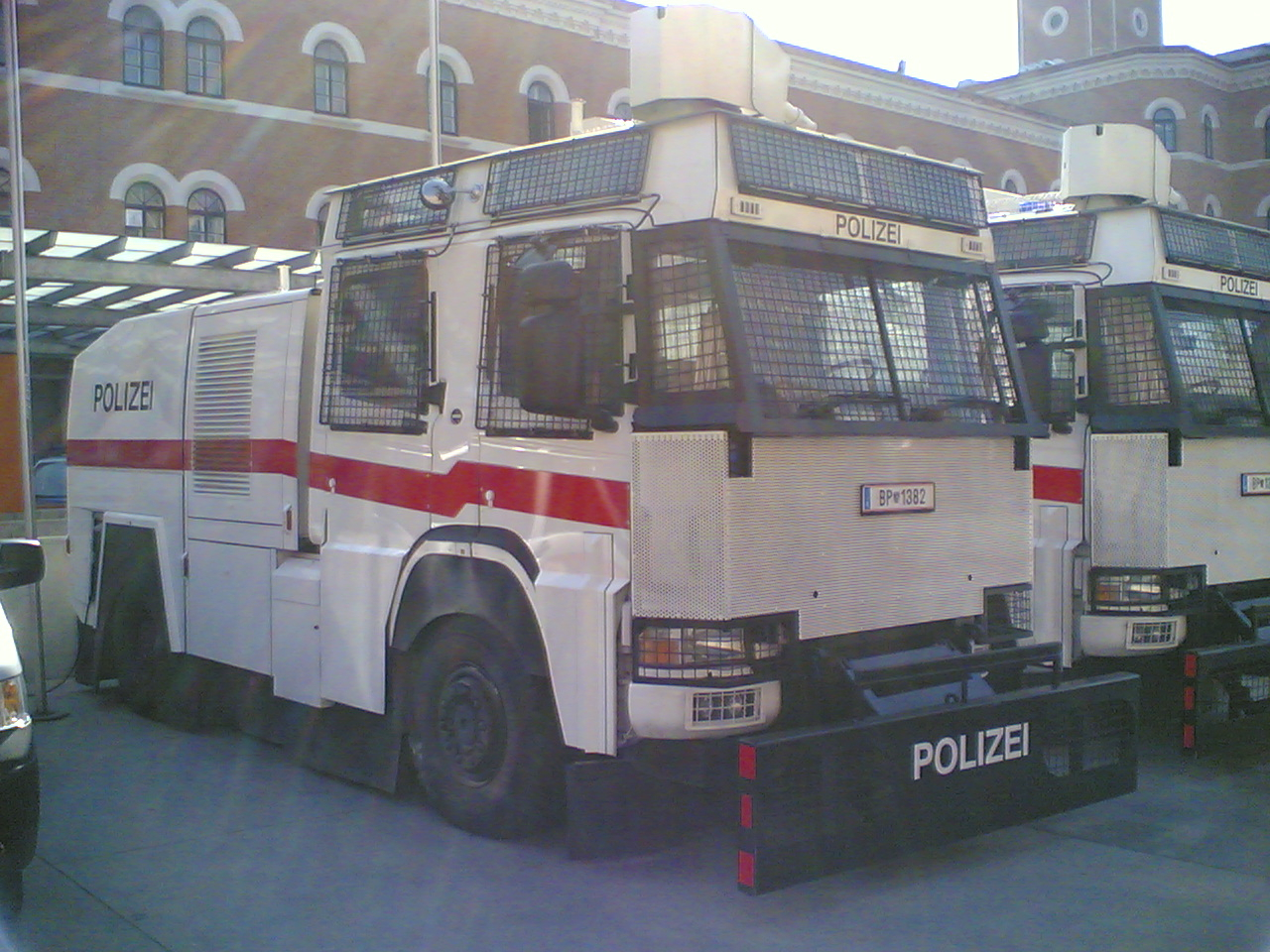
Wasserwerfer
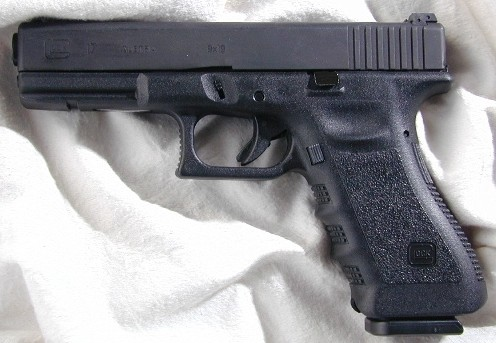
Pistole GLOCK 17
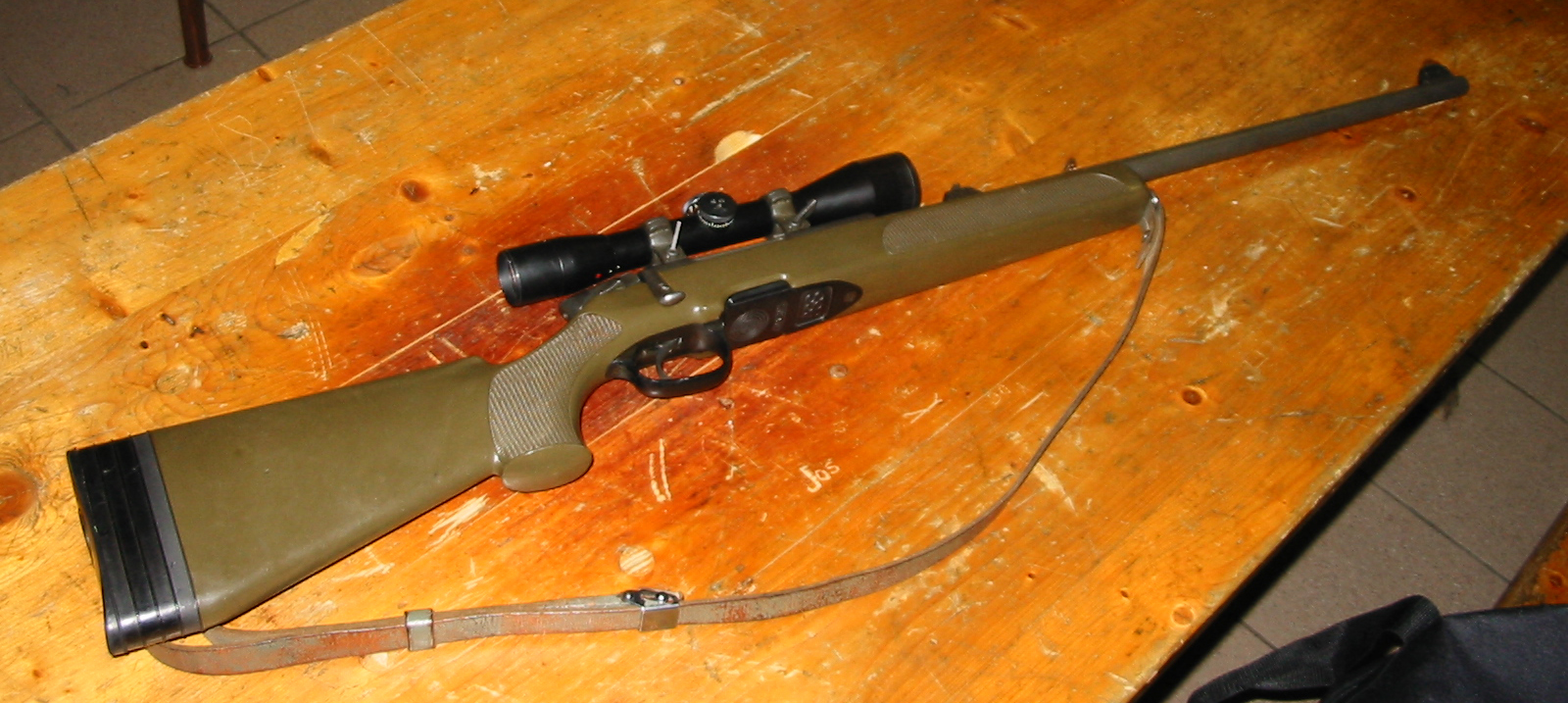
Scharfschützengewehr Steyr SSG 69
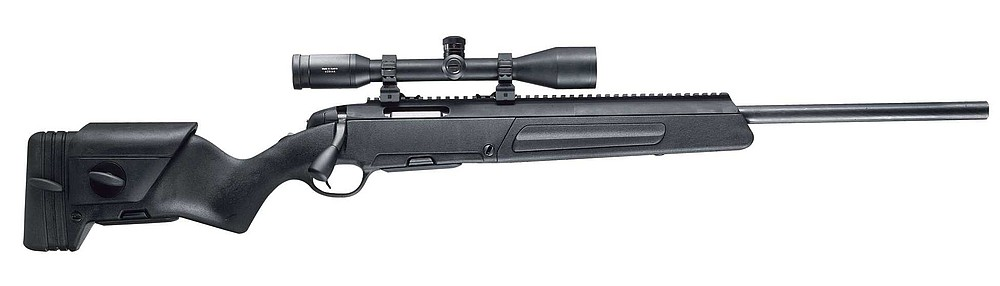
Scharfschützengewehr Steyr Elite
Sturmgewehr Steyr AUG A1 – „StG 77“
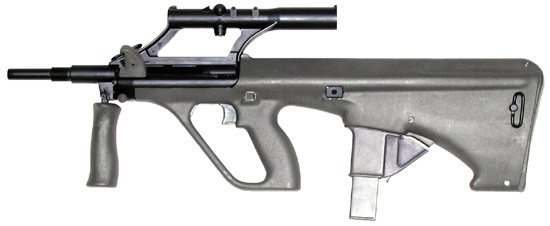
Maschinenpistole Steyr AUG 9-mm-„MP 88“

## Verhältnismäßigkeit und Zweckmäßigkeit
In § 4 wird bestimmt, dass der Waffengebrauch an sich nur zulässig ist, wenn ungefährliche oder weniger gefährliche Maßnahmen, wie insbesondere die Aufforderung zur Herstellung des gesetzmäßigen Zustandes, die Androhung des Waffengebrauches, die Verfolgung eines Flüchtenden, die Anwendung von Körperkraft oder verfügbare gelindere Mittel, wie insbesondere Handfesseln oder technische Sperren, ungeeignet scheinen oder sich als wirkungslos erwiesen haben. Dieser Paragraph bildet somit auch die rechtliche Grundlage zur Anlegung von Handfesseln. Als Androhung des Waffengebrauchs gilt beispielsweise auch die Abgabe eines Schreckschusses, mit dem psychischer Druck aufgebaut werden soll.
§ 5 bestimmt, dass, wenn mehrere Waffen zur Verfügung stehen, nur von der am wenigsten gefährlichen, nach der jeweiligen Lage noch geeignet scheinenden Waffe Gebrauch gemacht werden darf.
§ 6 legt dar, dass der Zweck des Waffengebrauch nur sein darf, angriffs-, widerstands- oder fluchtunfähig zu machen. Der durch den Waffengebrauch zu erwartende Schaden darf nicht offensichtlich außer Verhältnis zu dem beabsichtigten Erfolg stehen, außer in Fällen gerechter Notwehr. Weiters ist jede Waffe mit möglichster Schonung gegen Menschen und Sachen zu gebrauchen. Gegen Menschen darf eine Waffe nur dann angewendet werden, wenn der Zweck ihrer Anwendung nicht durch Waffenwirkung gegen Sachen erreicht werden kann (Beispiel: Schuss auf den Reifen des Fluchtwagens eines Bankräubers und nicht auf den Bankräuber selbst).

## Lebensgefährdender Waffengebrauch
In Abschnitt II, § 7 wird definiert, in welchen Fällen ein lebensgefährdender Waffengebrauch zulässig ist. Nämlich
- im Falle gerechter Notwehr zur Verteidigung eines Menschen;
- zur Unterdrückung eines Aufstandes oder Aufruhrs;
- zur Erzwingung der Festnahme oder Verhinderung des Entkommens einer Person, die einer gerichtlich strafbaren Handlung, die nur vorsätzlich begangen werden kann und mit mehr als einjähriger Freiheitsstrafe bedroht ist, überwiesen oder dringend verdächtig ist, das für sich allein oder in Verbindung mit ihrem Verhalten bei der Festnahme oder Entweichung sie als einen für die Sicherheit des Staates, der Person oder des Eigentums allgemein gefährlichen Menschen kennzeichnet;
- zur Erzwingung der Festnahme oder Verhinderung des Entkommens eines Geisteskranken, der für die Sicherheit der Person oder des Eigentums allgemein gefährlich ist.

### Allgemeine Gefahr
Eine allgemeine Gefahr besteht
- bei einem gefährlichen Angriff oder
- sobald sich drei oder mehr Menschen mit dem Vorsatz verbinden, fortgesetzt gerichtlich strafbare Handlungen zu begehen (kriminelle Verbindung).

Als allgemein gefährlich im Bezug auf den lebensgefährlichen Waffengebrauch gilt:
- die Tat für sich alleine
- mehrere Vorsatztaten gegen dasselbe Rechtsgut
- willkürliche Auswahl der Opfer

### Gefährlicher Angriff
Ein gefährlicher Angriff ist die Bedrohung eines Rechtsgutes durch die rechtswidrige Verwirklichung des Tatbestandes einer gerichtlich strafbaren Handlung, die vorsätzlich begangen und nicht bloß auf Begehren eines Beteiligten verfolgt wird, sofern es sich um einen Straftatbestand
- nach dem Strafgesetzbuch, ausgenommen die Tatbestände nach den § 278, § 278a und § 278b StGB, oder
- nach dem Verbotsgesetz oder
- nach dem Fremdenpolizeigesetz 2005 oder
- nach dem Suchtmittelgesetz,

handelt, es sei denn um den Erwerb oder Besitz eines Suchtmittels zum eigenen Gebrauch.
Ein gefährlicher Angriff ist auch ein Verhalten, das darauf abzielt und geeignet ist, eine solche Bedrohung vorzubereiten, sofern dieses Verhalten in engem zeitlichen Zusammenhang mit der angestrebten Tatbestandsverwirklichung gesetzt wird.
Grundsätzlich ist davon auszugehen, dass der Gebrauch der Schusswaffe immer mit Lebensgefährdung einhergeht. Separate Bestimmungen hinsichtlich eines Finalen Rettungsschusses wie in Deutschland existieren in Österreich nicht, sämtliche Bestimmungen des WaffGebrG sind in einer derartigen Einsatzlage zu beachten. Eine gezielte Tötung eines Menschen, unter Beachtung der Bestimmungen des § 7, ist in Extremsituationen (Geiselnehmer droht die unmittelbar bevorstehende Tötung einer Geisel an) zulässig. Nicht in Betracht kommen jedoch die gezielte Tötung, um jemanden widerstands- oder fluchtunfähig zu machen oder um eine Flucht zu beenden.

### Androhung des lebensgefährdenden Waffengebrauchs
§ 8 bestimmt, dass der lebensgefährdende Waffengebrauch gegen Menschen ausdrücklich, zeitlich unmittelbar vorangehend und deutlich wahrnehmbar anzudrohen ist. Die Androhung kann auch durch Abgabe eines Warnschusses erfolgen, welcher vom Schreckschuss gem. § 4 zu unterscheiden ist. In der Regel reicht eine einmalige Androhung, nur gegenüber einer Menschenmenge ist eine zumindest zweimalige Androhung geboten. Die Androhung hat in deutscher Sprache zu erfolgen, gegebenenfalls kommt auch eine Androhung durch Gesten oder durch Schriftzeichen in Betracht. Das Ziehen der Dienstwaffe oder das In-Anschlag-bringen gilt nicht als Androhung des Waffengebrauchs.
Weiters wird bestimmt, dass der lebensgefährdende Waffengebrauch nur dann zulässig ist, wenn dadurch Unbeteiligte voraussichtlich nicht gefährdet werden, es sei denn, dass er unvermeidbar scheint, um eine Menschenmenge von Gewalttaten abzuhalten, durch die die Sicherheit von Personen mittelbar oder unmittelbar gefährdet wird (zum Beispiel bei Plünderungen und Lynchjustiz). Im Falle gerechter Notwehr darf die Ankündigung und die Rücksichtnahme auf Dritte unterbleiben.

### Dienstwaffenersatz
§ 9 gestattet es, andere Waffen oder Gegenstände als Dienstwaffen zu gebrauchen, wenn eine solche, geeignet erscheinende nicht zur Verfügung steht. Damit ist im Bedarfsfall auch die Verwendung schwererer militärischer Waffen wie etwa panzerbrechende Waffen, Handgranaten und auch Sprengstoff zur Einwirkung auf Sachen, abgedeckt.

## Diensthunde
Der scharfe Einsatz eines Diensthundes gegen Menschen wird in § 10 geregelt. Er ist unter sinngemäßer Anwendung der Bestimmungen des Abschnittes 1 zulässig, und zwar
- im Falle gerechter Notwehr;
- zur Überwindung eines aktiven gewaltsamen Widerstandes gegen die Staatsgewalt;
- zur Erzwingung der rechtmäßigen Festnahme oder zur Verhinderung des Entkommens einer rechtmäßig festgehaltenen Person, die gerichtlich strafbare Handlungen, die nur vorsätzlich begangen werden können und mit mehr als einjähriger Freiheitsstrafe bedroht sind überwiesen oder dringend verdächtig ist oder eines Geisteskranken, der für die Sicherheit der Person oder des Eigentums als allgemein gefährlich anzusehen ist.

## Waffengebrauch geschlossener Einheiten
Auch der Waffengebrauch im Rahmen geschlossener Einheiten wird in § 11 geregelt. Als geschlossene Einheit ist eine in militärischer Ordnung unter einheitlichem Kommando mit gemeinsamer Zielsetzung auftretende Formation zu verstehen. § 12 normiert, dass der Waffengebrauch einer geschlossenen Einheit nur auf ausdrückliche Weisung des Leiters der zuständigen Sicherheitsbehörde oder dessen Vertreters an den Kommandanten der geschlossenen Einheit zulässig ist. Die Weisung darf erst nach Anhören des Kommandanten erteilt werden und hat auch die Art der anzuwendenden Waffen zu bestimmen. Die Befehlsgebung an die geschlossene Einheit und die Durchführung der behördlichen Anordnung obliegen dem Kommandanten. Das Notwehrrecht jedes einzelnen Angehörigen der geschlossenen Einheit wird dadurch aber nicht berührt.
Kann die behördliche Anordnung nicht rechtzeitig erteilt werden und ist Gefahr im Verzuge, so kommt gem. § 13 die Entscheidungsbefugnis dem Kommandanten zu. Schlussendlich führt § 14 aus, dass der Waffengebrauch einer geschlossenen Einheit, außer bei Gefahr im Verzuge, erst angeordnet werden darf, wenn alle erfolgversprechenden Möglichkeiten zur Vermeidung des Waffengebrauches, insbesondere die wiederholte Aufforderung zur Herstellung des gesetzlichen Zustandes und die wiederholte Androhung des Waffengebrauches, erfolglos geblieben sind.
Bemerkenswert ist in diesem Zusammenhang die Tatsache, dass der Waffengebrauch geschlossener Einheiten in den Städten Krems an der Donau und Waidhofen an der Ybbs vom dortigen Bürgermeister angeordnet werden kann. Die deshalb, weil dies die einzigen zwei Gemeinden sind, für die weder eine Bezirkshauptmannschaft noch eine Landespolizeidirektion als Sicherheitsbehörde zuständig sind, wo solche Entscheidungen von beamteten Juristen getroffen werden.

## Umsetzung
In den Schlussbestimmungen (§15) schließlich wird das Datum der Inkrafttretung des Gesetzes und das Außerkrafttretedatum abgelöster Rechtsvorschriften dargelegt. So wurde ein Paragraph des bis dahin geltenden Gesetzes vom 25. Dezember 1894, RGBl. Nr. 1/1895, betreffend die Gendarmerie der im Reichsrate vertretenen Königreiche und Länder, außer Kraft gesetzt, der bis dahin den Waffengebrauch der Gendarmerie geregelt hatte. Erst im Jahr 2005, im Rahmen der Zusammenlegung von Polizei und Gendarmerie, wurden die Reste dieses Gesetzes außer Kraft gesetzt. Der Bundesminister für Inneres ist mit der Umsetzung betraut.

## Judikatur in Österreich
Bei der Vollziehung des Waffengebrauchsgesetzes ist Artikel 2 der Europäischen Menschenrechtskonvention, das Recht jedes Menschen auf das Leben, zu beachten.
Die Anwendung von Körperkraft unterliegt im Rahmen exekutiver Zwangsbefugnisse (§ 1 WaffGebrG) denselben grundsätzlichen Einschränkungen wie der Waffengebrauch (OGH 14 Os 19/90). Im Rahmen exekutiver Zwangsbefugnisse ist ein Waffengebrauch – und damit auch die weniger gefährliche Maßnahme der Anwendung von Körperkraft – nur in den im § 2 Z 1 bis 5 WaffGebrG umschriebenen Fällen zulässig. Ein Waffengebrauch außerhalb dieser Voraussetzungen verletzt konkrete, auf dem WaffGebrG beruhende Rechte, nämlich den Anspruch sowohl des Staates als auch des vom Waffengebrauch und der minder gefährlichen Maßnahme Betroffenen auf Einhaltung der zum Schutz der körperlichen Unversehrtheit der Menschen die exekutiven Zwangsbefugnisse einschränkenden Normen (OGH 14 Os 19/90).
Wenn eine Person weder aktiv gegen Polizeibeamte vorgeht noch versucht, eine Amtshandlung zu vereiteln oder zu behindern, fehlt es für die Anwendung von Waffengewalt oder gelinderer Mittel nach § 4 WaffGebrG schon an der Grundvoraussetzung des § 2 des genannten Gesetzes, sodass der Waffengebrauch nicht gerechtfertigt ist (OGH 12 Os 176/73).
Eine nach dem WaffGebrG unzulässige Anwendung von Körperkraft kann Artikel 3 der Europäischen Menschenrechtskonvention, das Verbot erniedrigender Behandlung, verletzen, wenn dabei die Menschenwürde der betroffenen Person gröblich missachtet wird, wie etwa durch unnotwendige Anwendung von Körperkraft durch gewaltsames Erfassen, Ergreifen an der Hose, schnelles Voranschieben und heftiges Stoßen in einen Raum; ungerechtfertigte, im WaffGebrG keine Deckung findende Stöße gegen Personen, die sich auf rutschigem Terrain befinden und dadurch zwangsläufig in Sturzgefahr geraten müssen; der ungerechtfertigte scharfe Einsatz eines Diensthundes als Mittel, dessen Wirkung der einer Waffe gleichkommt; der Schlag eines Kriminalbeamten in Misshandlungsabsicht mit dem Funkgerät auf den Kopf und ähnliches. (OGH 12 Os 56/79, VfGH vom 6. Oktober 1977, B 350/76, VfGH 11. Oktober 1989 B 1172/87, VfGH 26. Februar 1987 B 270/85).
Ein lebensgefährdender Waffengebrauch ist nur unter den im § 7 Z 3 WaffGebrG genannten engeren Voraussetzungen zulässig (OGH 1 Ob 22/77). Es lässt sich nur im jeweiligen Einzelfall beurteilen, ob ein Waffengebrauch gerechtfertigt war oder nicht (OGH 1 Ob 263/01k). Ein lebensgefährdender Waffengebrauch ist überhaupt nur dann zulässig, wenn Maßnahmen zu seiner Vermeidung im Sinne des § 4 WaffGebrG von vornherein ungeeignet scheinen (OGH 1 Ob 9/95). Ein Waffengebrauch im Rahmen polizeilicher Zwangsbefugnisse ist ausschließlich nach den Bestimmungen des WaffGebrG zu beurteilen. Demnach ist die allgemeine Vorschrift des § 3 StGB über die Notwehr nicht unmittelbar heranzuziehen. Sie liefert vielmehr nur dort, wo im WaffGebrG ausdrücklich auf „gerechte Notwehr“ Bezug genommen wird (§§ 2 Z 1 und 7 Z 1 WaffGebrG), die erforderliche Legaldefinition zur Umschreibung dieses Rechtsbegriffs (OGH 13 Os 117/86).

## Sonstige Ermächtigungen zum Waffengebrauch
Angehörige der Justizwache dürfen ihre Dienstwaffen nach den Maßgaben des Strafvollzugsgesetzes gebrauchen, jene des Bundesheeres nach dem Militärbefugnisgesetz. Auch nach Auflösung der Zollwache sind Zollorgane nach den Bestimmungen des Zollrechts-Durchführungsgesetzes zum Waffengebrauch ermächtigt. Weitere gesetzliche Ermächtigungen zum Tragen und zum Gebrauch von Waffen finden sich im Schieß- und Sprengmittelgesetz sowie in allen Jagdgesetzen der Bundesländer.